# Roman Mucha (grafik)

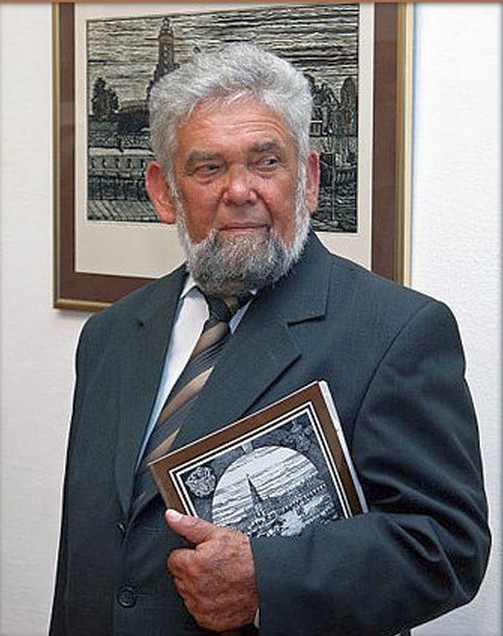

Roman Mucha (ur. 7 marca 1934 w Wierszczycy, zm. 6 marca 2017 w Tomaszowie Lubelskim) – polski pedagog, grafik, twórca ekslibrisów, plakatów, zaproszeń, listowników, znaków graficznych, herbów, kart pocztowych, datowników, medali, kolekcjoner, działacz kultury, regionalista. Od 1991 roku był członkiem Związku Polskich Artystów Plastyków.

## Życiorys
Uczęszczał do Państwowego Liceum Sztuk Plastycznych, oraz Studium Nauczycielskiego – kierunek wychowanie plastyczne w Zamościu. Studia magisterskie ze specjalizacją plastyczną ukończył na Wydziale Filozoficzno-Pedagogicznym UMCS w Lublinie. W 1963 r. rozpoczął pracę jako nauczyciel plastyki w Liceum Ogólnokształcącym w Tomaszowie Lubelskim. Był kierownikiem ogniska metodycznego wychowania plastycznego, wizytatorem- metodykiem plastyki w KOiW w Zamościu, nauczycielem – metodykiem plastyki ODN Filia Zamość. W latach 1977–1980 prowadził wykłady i ćwiczenia z metodyki plastyki z zagadnieniami historii sztuki w Instytucie Wychowania Artystycznego UMCS w Lublinie. Był wykładowcą historii sztuki i liternictwa w Zespole Szkół Pedagogicznych w Zamościu. W 1991 roku przeszedł na emeryturę.

## Twórczość artystyczna
Roman Mucha od 1965 r. zaczął specjalizować się w grafice warsztatowej i grafice użytkowej. Uprawiał szczególnie grafikę warsztatową: techniki wypukle (linoryt, drzeworyt) i techniki wklęsłe (miedzioryt, akwaforta z akwatintą i sucha igła). W zakresie grafiki użytkowej ilustrował książki, projektował plakaty, zaproszenia, herby, kalendarze. Jest autorem wielu medali i znaczków okolicznościowych. Ekslibrisem zaczął zajmować się od 1966 roku, wykonał ich ok. 300. Do Związku Artystów Plastyków został przyjęty na podstawie poziomu prac. Swoje prace prezentował na 71 wystawach indywidualnych w kraju i za granicą, brał udział w 147 wystawach zbiorowych. Brał udział we wszystkich Międzynarodowych Konkursach Ekslibrisu (Weimar 1984, Utrecht 1986, Monchengladbach 1990 i Sapporo 1992), ponadto wystawiał swoje ekslibrisy w Debreczynie, Mińsku, Toronto, Nancy, Peskarze, Turynie, Genui, Montrealu.

## Otrzymane nagrody i wyróżnienia[5]
- 1969 – I nagroda za zestaw prac w Ogólnopolskiej Wystawie Poplenerowej w Koszalinie.
- 1973 – I nagroda za zestaw prac w Ogólnopolskiej Wystawie „Dziecko w twórczości plastycznej nauczycieli” w Krakowie.
- 1974 – II nagroda za zestaw prac w Ogólnopolskiej Wystawie Poplenerowej w Nałęczowie.
- 1985 – II nagroda w Ogólnopolskim Konkursie na ekslibris Kazimierza Dolnego.
- 1986 – III nagroda w Ogólnopolskim Konkursie na ekslibris Muzeum Henryka Sienkiewicza w Woli Okrzejskiej.
- 1987 – wyróżnienie w Ogólnopolskim Konkursie na ekslibris muzeum im. St. Staszica w Hrubieszowie.
- 1989 – wyróżnienie na III Biennale Małej Formy Graficznej i Ekslibrisu w Ostrowie Wielkopolskim.
- 1993 – wyróżnienie w Ogólnopolskim Konkursie pod hasłem „Zabytkowa architektura Drewniana w Ekslibrisie” w Grudziądzu.
- 1996 – wyróżnienie w Ogólnopolskim Konkursie na ekslibris Muzeum Henryka Sienkiewicza w Woli Okrzejskiej.
- 1997 – Medal na II Krakowskim Biennale Ekslibrisu Polskiego w Krakowie.
- 1998 – wyróżnienie medalowe na Międzynarodowej Wystawie Pokonkursowej „Adam Mickiewicz w 200 rocznicę urodzin w Kaliszu

## Wydawnictwa
- Znaki książkowe wydane w 5 tekach[4]
- Dawne cerkwie drewniane byłego woj. Zamojskiego [28 grafik].[5];
- Dawna i obecna architektura m. Tomaszowa Lubelskiego (rysunek i grafika – 40 prac)[5];
- Zabytkowa architektura Zamościa (12 grafik)[5];
- Madonny Diecezji Zamojsko-Lubaczowskiej (6 grafik)[5];
- Katalog wystawy jubileuszowej z okazji 40 lecia pracy twórczej;
- Katalog wystawy jubileuszowej z okazji 45 lecia pracy twórczej;
- Katalog wystawy jubileuszowej z okazji 50 lecia pracy twórczej;
- Wydanie Autorskie Ekslibrisów Romana i Marzanny Mucha z okazji 500-lecia Polskiego Ekslibrisu i 100-lecia Gimnazjum i Liceum Ogólnokształcącego im. Bartosza Głowackiego w Tomaszowie Lubelskim (wyróżnienie Wojewódzkiej Biblioteki Publicznej im. H. Łopacińskiego w Lublinie w kategorii -wydawnictwo albumowe, książka roku 2017[3]

## Odznaczenia
- Zasłużony Działacz Kultury (1978)
- Za Zasługi dla Miasta Zamościa (1986)
- Krzyż Kawalerski Orderu Odrodzenia Polski (1989)
- Złota Odznaka ZNP (2000)
- Krzyż Oficerski Orderu Odrodzenia Polski (2005) za wybitne zasługi w twórczości artystycznej[6]
- Odznaka honorowa „Zasłużony dla Kultury Polskiej” (2009),
- Zasłużony dla Miasta Tomaszowa Lubelskiego im. Tomasza Zamojskiego (2014)
- Brązowy Medal Zasłużony Kulturze Gloria Artis (2015)[7]
- Nagroda Specjalna ZNP (2016)
- Złota Odznaka Honorowa Polskiego Związku Filatelistów (2016)